# Messelopython
Messelopython ist eine ausgestorbene Gattung der Pythonartigen (Pythonoidea). Die bislang einzige bekannte Art ist Messelopython freyi aus den Ölschiefern der Mittleren Messel-Formation der Grube Messel im gleichnamigen Ortsteil im Landkreis Darmstadt-Dieburg in Hessen.

## Etymologie und Forschungsgeschichte
Der Gattungsname setzt sich zusammen aus „Messel“, der Typlokalität, und „python“ als Bezeichnung der nächstverwandten rezenten Schlangen. Der Artzusatz „freyi“ ehrt den deutschen Paläontologen Eberhard Frey. Die Erstbeschreibung von Gattung und Typusart erfolgte 2020 durch Hussam Zaher und Krister T. Smith.

## Fossilbeleg
Neben dem Holotypus SMNK-PAL 461, einem nahezu vollständigen Skelett mit teilweise erhaltenem Schädel, liegen mit den Paratypen SMF-ME 710, SMF-ME 2784 und HLMD-Be 165 noch drei weitere, nahezu vollständige Skelette mit unterschiedlich gut erhaltenen Schädeln vor. Ein weiterer Fund (HLMD-Me 10583) wird ebenfalls der neuen Gattung und ihrer Typusart zugewiesen („referred specimen“). Alle bislang bekannten Funde stammen aus der Mittleren Messel-Formation der Grube Messel.

## Merkmale
Mit einer geschätzten Gesamtlänge von 97 cm für das größte bekannte Belegexemplar (HLMD-Be 165) war Messelopython ein mittelgroßer Vertreter der Pythonoidea.
Die nahe Verwandtschaft mit den Pythonidae zeigt sich durch mehrere Gemeinsamkeiten (Synapomorphien) im Aufbau des Schädelskeletts, wie etwa ein bezahntes Praemaxillare ohne mittig liegendes Diastema, ein am Gaumenbein befindliches Foramen palatinum oder die sagittalen Knochenkämme an Scheitel- und Keilbein.
Messelopython unterscheidet sich von anderen Vertretern der Pythonartigen durch ihre sechs Zähne im Bereich des Praemaxillare, die s-förmig geschwungenen Außenkanten der Maxilla, große, halbmondförmige Supraorbitale (ein paariger Schädelknochen oberhalb der Augenhöhlen), die annähernd dieselbe Länge aufweisen wie das Stirnbein, sowie einer reduzierten Überlappung zwischen Pterygoid und Ectopterygoid.

## Alterszuordnung der Funde
Die Ölschiefer der Mittleren Messel-Formation wurden in einem Maarsee abgelagert. Das Alter der Eruption lässt sich mit der 39Ar-40Ar-Methode an Basalt-Fragmenten aus Lapilli-Tuffen der Unteren Messel-Formation auf 48,27 ± 0,22 bis 48,11 ± 0,22 Millionen Jahre (Ma) bestimmen. Die Ölschiefer des Messeler Maarsees zeigen eine Warven-ähnliche Feinlaminierung, die als jahreszeitlich bedingte Sedimentationszyklen, ausgelöst durch ein jährliches Massenauftreten der Alge Tetraedron minimum, interpretiert wird. Die Zeitspanne, innerhalb der die Ölschiefer der Mittleren Messel-Formation abgelagert wurden, lässt sich damit auf etwa 640.000 Jahre (640 ka) festlegen. Da die Zeitspanne, innerhalb der die Untere Messel-Formation abgelagert wurde, unbekannt ist, wurde versucht, das Absolutalter der fossilreichen Mittleren Messel-Formation über eine Korrelation von palynologischen Daten mit astronomischen Zyklen (Exzentrizität und Neigung der Erdbahn, Präzession der Erdachse) genauer festzulegen.
Das Ergebnis dieser Studie lieferte zwei leicht voneinander abweichende Absolutalter von ~ 47,41 – ~ 48,05 Ma beziehungsweise ~ 47,61 – ~ 48,25 Ma für die Mittlere Messel-Formation. Da die stratigraphische Position von zumindest einem Paratypus (SMF-ME 2784) von Messelopython relativ genau bekannt ist, schlossen die Erstbeschreiber auf Basis dieser Daten auf ein Mindestalter der Gattung von 47,57 Ma.

## Systematik
Das nebenstehende Kladogramm zeigt in vereinfachter Form das Ergebnis einer ersten phylogenetischen Analyse. Messelopython nimmt einen Platz als Schwestertaxon zur gemeinsamen Klade der Gattungen Python und Aspidites ein und kann dementsprechend als Stammgruppenvertreter der Pythonidae interpretiert werden. Das gut belegte Alter der Funde liegt zudem in der Nähe des Zeitraums, für den die Trennung von Pythonidae und Spitzkopfpythons (Loxocemidae) vermutet wird.

## Wissenschaftliche Bedeutung der Funde
Mit dem Fund von Messelopython lässt sich die frühe Entwicklung aller drei rezenten Familien (Pythonidae, Loxocemidae und Xenopeltidae) innerhalb der Pythonoidea im Gebiet von Laurasia verorten.
Bemerkenswerterweise liegt für die Mittlere Messel-Formation mit Eoconstrictor fischeri auch ein Nachweis für einen Vertreter der Booidea im selben Ablagerungsraum vor. Rezent sind die Verbreitungsgebiete dieser beiden Gruppen von „Riesenschlangen“ geographisch voneinander getrennt. Während die Pythonoidea in Afrika, Südostasien und Australien vorkommen, treten die Booidea vor allem in der Neotropis, in Madagaskar und im nördlichen Ozeanien auf.
Die morphologischen Ähnlichkeiten von Pythonoidea und Booidea werden üblicherweise als konvergente Evolution allopatrischer Gruppen gedeutet. Das gemeinsame Auftreten früher Vertreter beider Gruppen im selben Ablagerungsraum zeigt, dass diese vereinfachte Hypothese neu bewertet werden sollte.